# Love It When You Hate Me
«Love It When You Hate Me» —en español: «Amo Cuando Me Odias»— es una canción de la canadiense Avril Lavigne junto al cantante estadounidense Blackbear. Se lanzó el 14 de enero de 2022 a través de Elektra Records como el segundo sencillo del séptimo álbum de estudio de Lavigne, Love Sux (2022).

## Antecedentes
«Love It When You Hate Me» se lanzó el mismo día en que Lavigne anunció el título, la fecha de lanzamiento y la lista de canciones de Love Sux. Ali Shutner de NME describió «Love It When You Hate Me» como un tema «pop-punk banger», y Emily Carter escribiendo para Kerrang! señaló que la canción «escucha a la estrella canadiense abrazando el pop-punk nostálgico en el coro».

## Lista de ediciones
| Edición Spotify (EP) |                                        |          |  |
| N.º                  | Título                                 | Duración |  |
| 1.                   | «Love It When You Hate Me» (blackbear) | 2:25     |  |
| 2.                   | «Bite Me»                              | 2:39     |  |
| 3.                   | «Bite Me» (versión acústica)           | 3:09     |  |

## Posicionamiento en listas
| Listas (2021)                                 | Mejor posición |
| --------------------------------------------- | -------------- |
| Canadá (Canadian Hot 100)                     | 76             |
| Estados Unidos (Adult Top 40)                 | 18             |
| Estados Unidos (Hot Rock & Alternative Songs) | 15             |
| Estados Unidos (Mainstream Top 40)            | 25             |
| Nueva Zelanda Hot Singles (RMNZ)              | 9              |
| Reino Unido UK Downloads (OCC)                | 40             |
| Reino Unido Singles Sales (OCC)               | 40             |

## Historial de lanzamiento
| País           | Fecha                | Formato                        | Discográfica  | Ref    |
| -------------- | -------------------- | ------------------------------ | ------------- | ------ |
| Varios         | 14 de enero de 2022  | Descarga de música y streaming | DTA y Elektra | [ 1 ]  |
| Italia         | 14 de enero de 2022  | Contemporary hit radio         | Warner        | [ 11 ] |
| Rusia          | 14 de enero de 2022  | Contemporary hit radio         | DTA           | [ 12 ] |
| Estados Unidos | 7 de febrero de 2022 | Adult contemporary             | DTA           | [ 13 ] |